# FIDEPAL
FIDEPAL är en ort i Mexiko.   Den ligger i kommunen Heroica Ciudad de Huajuapan de León och delstaten Oaxaca, i den sydöstra delen av landet, 230 km sydost om huvudstaden Mexico City. FIDEPAL ligger 1 696 meter över havet och antalet invånare är 195.
Terrängen runt FIDEPAL är huvudsakligen kuperad, men söderut är den platt. Runt FIDEPAL är det ganska glesbefolkat, med 24 invånare per kvadratkilometer. Närmaste större samhälle är Ciudad de Huajuapan de León, 2,4 km sydost om FIDEPAL. I omgivningarna runt FIDEPAL växer huvudsakligen savannskog.